# Dorothy Scarborough
Dorothy Scarborough, née Emily Dorothy Scarborough, 27 janvier 1878 - morte le 7 novembre 1935, est un écrivain américain dont les ouvrages avaient pour thème le folklore texan et la vie au Texas. Elle est née à Mount Carmel (Texas) et étudia au Baylor College, à l'université de Chicago et à Oxford. Elle enseigna la littérature en 1916 à l'université Columbia de New York.  
Son livre The Wind, publié en 1925, a été porté à l'écran par Victor Sjöström. Le film, qui met en vedette Lillian Gish et Lars Hanson,  est considéré comme un des sommets du cinéma muet américain.

## Œuvres
- Fugitive Verses (1912)
- Supernatural in Modern English Fiction (1917)
- From a Southern Porch (1919)
- Humorous Ghost Stories (1921)
- In the Land of Cotton (1923)
- On the Trail of Negro Folksongs (1925)
- The Wind (1925)
- The Unfair Sex (1925-26)
- Impatient Griselda (1927)
- Can't Get a Redbird (1929)
- Stretch-Berry Smile (1932)
- The Story of Cotton (1933)
- Selected Short Stories of Today (1935)
- A Song Catcher in the Southern Mountains (1937, posthume)